# エリン・キング
エリン・キング（Erin King、2003年10月21日 - ）は、アイルランドの女子ラグビー選手。

## プロフィール
- オーストラリア・シドニー出身[1]。
- ポジションはプロップ(PR)。
- 身長 170cm、体重 76kg

## 略歴
2024年、パリ五輪の7人制女子アイルランド代表に選ばれた。